# Fukuda Takeo

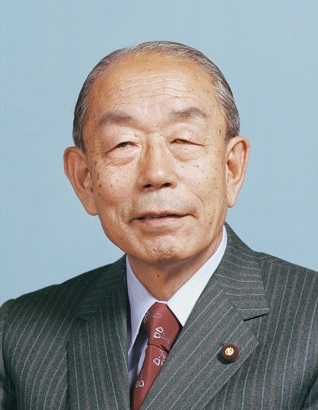
Fukuda Takeo (1977)

Fukuda Takeo (japanisch 福田 赳夫; * 14. Januar 1905 in der Präfektur Gunma; † 5. Juli 1995) war ein japanischer Politiker der LDP und der 42. Premierminister Japans.

## Leben und Wirken
Nach dem Besuch der Kaiserlichen Universität Tokio war Fukuda Takeo während des Zweiten Weltkriegs als Beamter im Finanzministerium und Kabinettsminister tätig. Nach dem Krieg leitete er den Obersten Rechnungshof Japans.
1952 wurde Fukuda als Abgeordneter für den dritten Bezirk Gunmas ins japanische Repräsentantenhaus gewählt.
1957 wurde er zum Parteisekretär der LDP gewählt und bekleidete nacheinander die Ämter des Ministers für Land- und Forstwirtschaft und Fischerei (1959–1969), des Finanzministers (1969–1971), des Außenministers (1971–1973) sowie des Direktors der japanischen Wirtschaftsplanungsagentur (1974–1976).
In einer ersten Kandidatur für das Amt des Parteivorsitzenden 1972 scheiterte er an Kakuei Tanaka (siehe auch „Kaku-Fuku-Krieg“). Nach der Wahlschlappe übernahm Fukuda 1976 den Vorsitz der LDP und das Amt des Ministerpräsidenten von Takeo Miki. Um die Macht der Faktionen innerhalb der LDP zu begrenzen, führte Fukuda erstmals Vorwahlen für den Parteivorsitz ein, bei denen er 1978 gegen Ōhira Masayoshi unterlag, woraufhin er auch als Ministerpräsident zurücktreten musste. Von 1979 bis 1986 war er der Vorsitzende der LDP-Faktion Seiwa Seisaku Kenkyūkai.
Im Jahre 1983 gründete Fukuda zusammen mit Jimmy Carter den InterAction Council, und 1990 zog er sich aus der Politik zurück.
Fukuda starb am 5. Juli 1995 im Alter von 90 Jahren.

Takeos ältester Sohn Yasuo ist ebenfalls LDP-Politiker und war von September 2007 bis September 2008 der 58. Premierminister Japans.

## Ehrung
- Alter Freund des chinesischen Volkes[1]